# Heinrich XXVII. von Schwarzburg
Heinrich XXVII. von Schwarzburg (* 13. November 1440; † 24. Dezember 1496) aus dem Haus von Schwarzburg-Blankenburg war als Heinrich II. von 1463 bis 1496 Erzbischof von Bremen und von 1466 bis 1496 als Heinrich III. Bischof von Münster.

## Leben
Heinrich wurde als zweiter Sohn Heinrichs XXVI. von Schwarzburg-Blankenburg († 1488) geboren. Seine Mutter war Elisabeth († 1489), Tochter des Adolf von Kleve. Er wurde auch der Grüne genannt.
Heinrich war 1449 Propst von Jechaburg, 1451 war er Kanoniker in Würzburg, zwei Jahre später in Köln. Am 23. Juni 1462 wurde er als „generosus et illustris Henricus Comes in Swartzenborch nobilis“ an der alten Universität Köln (Universitas Studii Coloniensis) immatrikuliert. Auf Betreiben des eigentlich als Nachfolger des Gerhard III. von der Hoye vorgesehenen Dompropstes Johannes Rhode  wurde Heinrich 1463 zum Erzbischof von Bremen gewählt. Bis zu seinem 27. Lebensjahr sollte er nach päpstlicher Bestimmung den Titel „Administrator“ tragen. Diesen behielt er aber bei, als er 1466 auch Bischof von Münster wurde. Er verlegte seine Residenz nach Münster und setzte seinen Bruder Günther XXXVII. als Statthalter im Stift Bremen ein. Dessen Grabplatte ist an der Südwand der Westkrypta des Bremer Doms erhalten.
Heinrich war kriegerisch veranlagt und immer wieder in Kämpfe verwickelt. Den Streit um Dithmarschen  mit Christian I. von Dänemark konnte er noch diplomatisch beilegen, nachdem Papst Sixtus IV. 1476  seine Rechte an Dithmarschen bestätigte. Als Bischof von Münster nahm er 1473 am Kampf gegen  Karl den Kühnen von Burgund und dem Entsatz von Neuss teil, als Administrator von Bremen lag er immer wieder mit dem Oldenburger Grafen Gerhard im Streit. Gegen diesen konnte sich Heinrich 1482 durchsetzen und die Ansprüche des Erzstiftes Bremen auf die Grafschaft Delmenhorst durchsetzen, welches er aber Münster zuschlug. Das Verhältnis zu den Grafen von Oldenburg blieb aber unruhig. Auch mit Graf Edzard von Ostfriesland gab es Konflikte.
Für das Bremer Stift wirkte sich seine Regierung eher negativ aus. Heinrich begünstigte Münster, von wo aus er Reichspolitik betrieb und nutzte das Stift als Finanzquelle für seine zahlreichen Feldzüge. Viele Stiftsgüter wurden, vor allem in den späteren Jahren seiner Regierung, verpfändet oder verfielen aufgrund fehlender Instandhaltung.
Als Bischof neigte Heinrich der kirchlichen Reformbewegung zu. Er war persönlich fromm, ließ sich zum Bischof weihen und sorgte im Erzbistum Bremen wie im Bistum Münster dafür, dass die Klöster sich der Bursfelder Reform anschlossen. So ersetzte er den Propst in der Zisterzienserinnenabtei Zeven. Bei einer Visitation der Zisterzienserinnenabtei Frauenthal bei Harvestehude kam es jedoch zu Streitigkeiten mit dem Abt von Reinfeld, die in Unruhen der Bevölkerung gegen den Bischof gipfelten. Kurz vor seinem Ableben gelang es ihm jedoch, im Benediktinerinnenkloster Heiligenrode Reformen durchzuführen. Er war den Franziskanern zugetan und empfahl ein Leben nach den Regeln des Dritten Ordens der Franziskaner.
Er starb 1496 während einer militärischen Expedition nach Ostfriesland.
Sein Grab befindet sich hinter dem Paulusaltar im Dom zu Münster.